# Zelomorpha fascipennis
Zelomorpha fascipennis är en stekelart som först beskrevs av Cresson 1865.  Zelomorpha fascipennis ingår i släktet Zelomorpha och familjen bracksteklar. Inga underarter finns listade i Catalogue of Life.